# Heraldisk höger och vänster

Vaxholms kommunvapen har ett skepp i den högra delen av skölden och ett torn i den vänstra delen.

Heraldisk höger och vänster, lat. dexter och sinister, är närmare bestämningar av begreppen höger och vänster när man vill betona att de används med den betydelse de har inom heraldiken.
Eftersom skölden i ett vapen tänks vara en riktig sköld, buren av vapnets ägare, och detsamma gäller delar som hjälm och hjälmtäcke där de finns, är vapnets högra sida den som är till vänster för betraktaren, precis som en människas högra hand syns till vänster när man står framför henne. För att undvika missförstånd kan man då skriva "till vänster som vapenbilden ses", "till vänster för betraktaren" eller dylikt, och komplettera med angivelsen "heraldisk höger". Stundom används också, som ett arv från renässansens och barockens latinskrivande lärde, de latinska orden dexter (höger) och sinister (vänster) i specialbetydelserna heraldisk höger respektive vänster. Jämför detta med de anatomiska motsvarande begreppen, där man utgår från den människa/kropp som beskrives. Se mer om detta på Anatomiska termer för läge.

## Ursprung
En riddare bar i regel sitt svärd eller sin lans i höger hand och skölden på vänstra armen. Detta innebar att en figur som visades i profil på skölden borde vara vänd åt höger för att vara på väg "framåt" i riddarens färdriktning när han red. På grund av detta, är bilder som visas från sidan (i profil) i regel vända åt höger i vapen. Endast i undantagsfall är till exempel ett djur vänt åt vänster, eftersom det vänstervända djuret alltså kunde se ut att vara på väg åt fel håll när riddaren bar sin sköld. Vapendjur som är vänstervända har rent av ibland tolkats som flyende och därmed fega, eftersom de vänder sig bort från fienden på slagfältet.
På samma sätt vänds vapenbilder än idag. På moderna fordon skall vapenbilden, om den avbildas på fordonets båda sidor, spegelvändas på fordonets högra sida så att den vänds mot fordonets front även på den sidan.
Vänstervända djur och andra allmänna bilder finns trots allt i vissa vapen. I många fall har man antagit att vapnet någon gång har blivit felvänt, exempelvis för att man kanske har avbildat vapnet med förebild i en sigillstamp i stället för sigillet där stampen skall avge bilden rättvänt i sitt avtryck, eller att redan sigillgravören har gjort fel och glömt att spegelvända bilden i stampen. Sedan har man behållit det av tradition i just det vapnet.

## Exempel på vapen med vänstervänd allmän bild

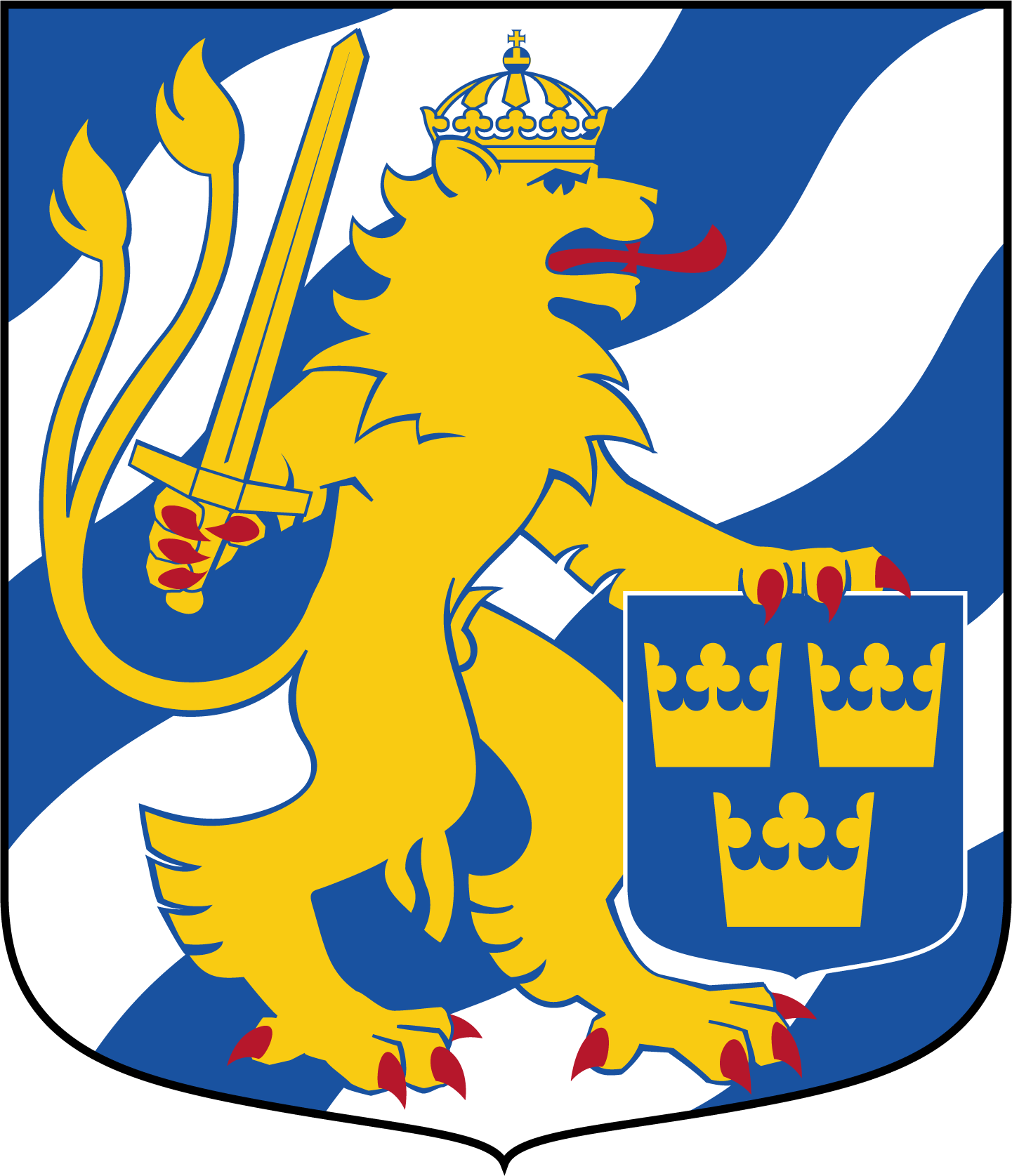
Göteborg, kommun i Sverige (baserat på en del av riksvapnet som dock har lejonet åt höger)
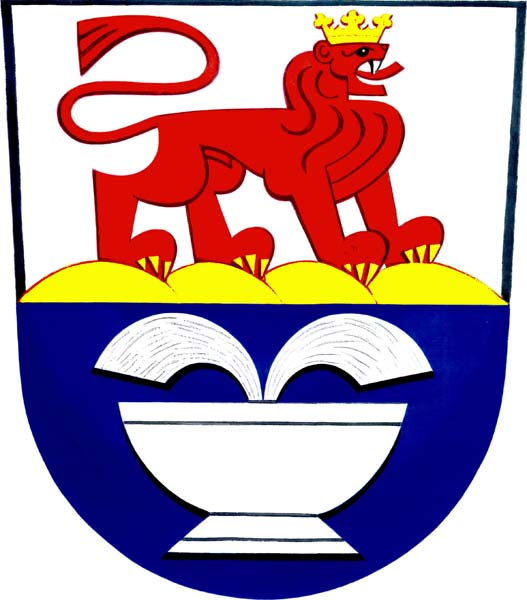
Konstantinovy Lázně, kommun i Tjeckien
Wismar, stad i Tyskland
Örebro, kommun i Sverige